# Site radar à longue portée d'Oliktok
Le site radar à longue portée d'Oliktok est un site radar et une piste militaire de l'armée de l'air des États-Unis situé à 264 kilomètres au sud-est de Point Barrow, en Alaska. La piste n'est pas ouverte pour un usage public.

## Historique
Le site a été construit en 1957 pour soutenir la station radar Distant Early Warning Line de Point Barrow (POW-MAIN). Il était exploité par des contractuels civils. Les opérations du réseau DEW ont cessé en avril 1995 et le personnel a été relevé de ses fonctions.
La station radar a été modernisée avec de nouveaux radars et, en 1990, elle a été désignée comme une partie du système d’alerte du Nord (NWS) en tant que site radar à longue portée, équipée d’un radar de surveillance à longue portée AN/FPS-117. En 1998, les forces aériennes du Pacifique ont lancé l'opération "Clean Sweep", dans le cadre de laquelle des stations abandonnées de la guerre froide en Alaska ont été restaurées. Les travaux de remise en état du radar et de la station de soutien ont été effectués par le 611th Civil Engineering Squadron de la base d'Elmendorf, et ont été achevés en 2005.
Le site reste actif et est géré par des entrepreneurs civils pour des entretiens périodiques. Il est accessible par la route depuis Deadhorse. La piste d'atterrissage est fermée.